# Бернли
Бернли (англ. Burnley) — город в графстве Ланкашир (Англия), административный центр района Бернли.

## География
Город расположен в  графстве Ланкашир  при слиянии рек Брун и Калдер, пристань на Лидс — Ливерпульском канале. Высота центра 387 м. Находится в 30 км от побережья Ирландского моря, в 20 км к северу от Манчестера, в 30 км к востоку от Престона.  Образует агломерацию Блэкберн-Бернли численностью  452 010 человек (2019 г). Население в границах города составляет  83 364 человек (2019 г).
|            | Фенс      | Пендл     | Нельсон |  |
| Падихем    | север     | Брирклифф |         |  |
| Падихем    | Бернли    | Брирклифф |         |  |
| Падихем    | юг        | Брирклифф |         |  |
| Аккрингтон | Манчестер | Мереклаф  |         |  |

## Этимология и история
Название Бернли (англ. Burnley) происходит от производного словосочетания Лесная поляна у реки Брун.
По археологическим раскопкам первые поселения в районе города существовали в 660 г. до н.э. Единичные находки монет свидетельствуют о контакте с Римской империей, но свидетельств постоянного римского присутствия нет. Вероятно, первоначально территория подпадала под власть кельтов.
После римского периода эта область входит в состав бриттского королевства Регед, а затем королевства Нортумбрия. 
Затем вплоть до Нормандского завоевания Англии следы об упоминании поселения отсутствуют. В 1122 году упоминается в связи с передачей окрестных земель во владение монастырю.

### Население[1]
Динамика численности населения по годам:
| 2001   | 2011   | 2019   |
| ------ | ------ | ------ |
| 84 112 | 81 548 | 83 364 |

| Этнические группы | Этнические группы | Этнические группы | Этнические группы | Этнические группы |
| ----------------- | ----------------- | ----------------- | ----------------- | ----------------- |
| «белые»           |                   |                   | 84,71 %           |                   |
| «азиаты»          |                   |                   | 11,44 %           |                   |
| «чёрные»          |                   |                   | 0,25 %            |                   |
| арабы             |                   |                   | 0,06 %            |                   |
| смешанные         |                   |                   | 1.14 %            |                   |
| другие            |                   |                   | 0,22 %            |                   |

| Конфессиональный состав | Конфессиональный состав | Конфессиональный состав | Конфессиональный состав | Конфессиональный состав |
|                         |                         |                         | Процент                 |                         |
| ----------------------- | ----------------------- | ----------------------- | ----------------------- | ----------------------- |
| христиане               |                         |                         | 61,44 %                 |                         |
| ислам                   |                         |                         | 10,26 %                 |                         |
| индуизм                 |                         |                         | 0,21 %                  |                         |
| сикхизм                 |                         |                         | 0,04 %                  |                         |
| иудаизм                 |                         |                         | 0,02 %                  |                         |
| буддизм                 |                         |                         | 0,22 %                  |                         |
| др.религии              |                         |                         | 0,27 %                  |                         |
| атеисты                 |                         |                         | 19,48 %                 |                         |